# Piotrkowice (województwo dolnośląskie)
Piotrkowice (niem. Gross Peterwitz) – wieś w Polsce, położona w województwie dolnośląskim, w powiecie trzebnickim, w gminie Prusice.

## Podział administracyjny

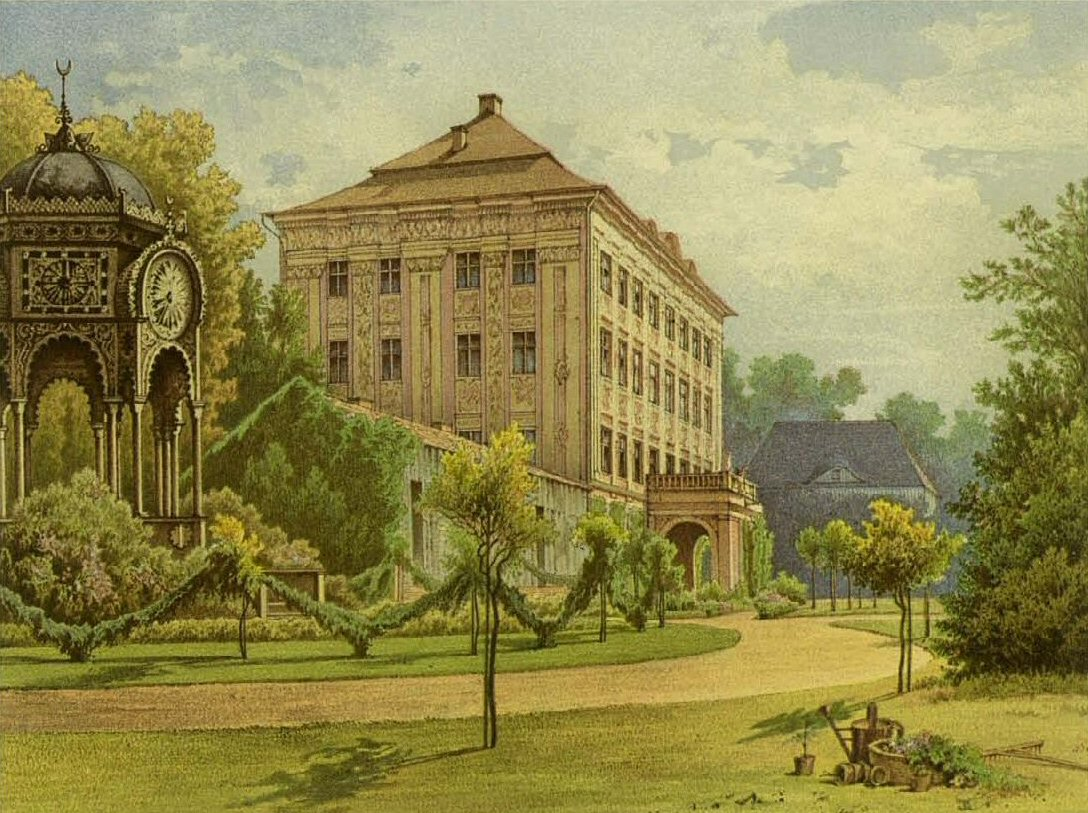
Pałac w Piotrkowicach, w drugiej połowie XIX w.

W latach 1975–1998 miejscowość położona była w województwie wrocławskim.

## Nazwa
W księdze łacińskiej Liber fundationis episcopatus Vratislaviensis (pol. Księga uposażeń biskupstwa wrocławskiego) spisanej za czasów biskupa Henryka z Wierzbna w latach 1295–1305 miejscowość wymieniona jest w zlatynizownej formie Petircowitz.

## Zabytki
Do wojewódzkiego rejestru zabytków wpisany jest:
- zespół pałacowy:
  - pałac, trzypiętrowy, zbudowany w 1693 r. - u schyłku XVII w. w stylu barokowym, przebudowany w XIX w.
  - park, z połowy XIX wieku, w którym znajduje się między innymi potężny, pomnikowy dąb szypułkowy, to drzewo o obwodzie 760 cm (na wys. 0,7m; w 2012)[7]
  - mauzoleum rodziny von Danckelman, z 1850 r.
  - spichrz, z pierwszej połowy XIX w.